# Crytea lissogena
Crytea lissogena är en stekelart som beskrevs av Heinrich 1968. Crytea lissogena ingår i släktet Crytea och familjen brokparasitsteklar. Inga underarter finns listade i Catalogue of Life.